# El Arteal
El Arteal es un despoblado español situado en el término municipal de Cuevas del Almanzora, en la provincia de Almería. Dista 11 kilómetros de la cabecera municipal.

## Geografía

### Clima
El Arteal disfruta de un clima de estepa frío, también denominado BSk.

## Historia
El área circundante al despoblado ya fue habitado en la antigüedad, hecho descubierto durante las excavaciones de Luis Siret, a principios del siglo XX, los restos de un asentamiento que se estima del Neolítico. La actividad minera también se remonta a la misma era, especialmente la relacionada con la explotación de la galena argentífera.
La fundación del poblado de El Arteal, anexo al socavón Santa Bárbara, data de la época autárquica del franquismo, cuando en un intento de revitalizar la economía de la zona se decidió reemprender en 1944 la histórica actividad minera de Sierra Almagrera, conocida desde la era fenicia. La empresa recién creada, Minas de Almagrera, S.A., también conocida como MASA, y en colaboración con el INI, requería de una gran cantidad de mano de obra especializada para tomar los trabajos en la zona. Dado que esta era escasa entre los locales, se decidió que la mejor manera de atraer trabajadores de otras áreas del país sería ofreciéndoles una vivienda digna. El éxito de esta idea fue limitado, pues a pesar de que consiguieron el asentamiento de nuevos trabajadores, estos tenían la reputación de ser los peores de sus lugares de procedencia, pues los buenos gozarían de buena reputación y no desearían mudarse con sus familias; esto llevó a los locales a dar al pueblo el sobrenombre despectivo de Corea, al suceder durante los años de la guerra de Corea.
El poblado llegó a dar cobijo hasta a 900 personas en su punto álgido, al terminar su edificación en 1952. Fue abandonado en el año 1958, al fracasar al actividad minera, haciendo patente que la inversión económica realizada fue en vano. Desde entonces ha quedado en ruinas, siendo ocasionalmente utilizado por la Legión Española como campo de entrenamiento.

## Urbanismo
El pueblo cuenta con unas 251 viviendas agrupadas en una decena de bloques, en plan hipodámico. La población tenía los servicios de una iglesia, una escuela, hospital y dos cines.

## Deporte
Duante sus años de mayor esplendor, en el Arteal se podía encontrar un campo de fútbol, donde jugaba en casa un equipo llamado MASA C.F., federado entre 1953 y 1956 y precursor del Cuevas C.F.. Hoy, el sendero PR-A 427 discurre junto a El Arteal.